# Beni Mellikeche
Beni Mellikeche (em árabe: بنى مليكش) é uma cidade e comuna localizada na província de Bugia, no norte da Argélia. Segundo o censo de 2008, a população total da cidade era de 8 497 habitantes.